# Cryptoteknik

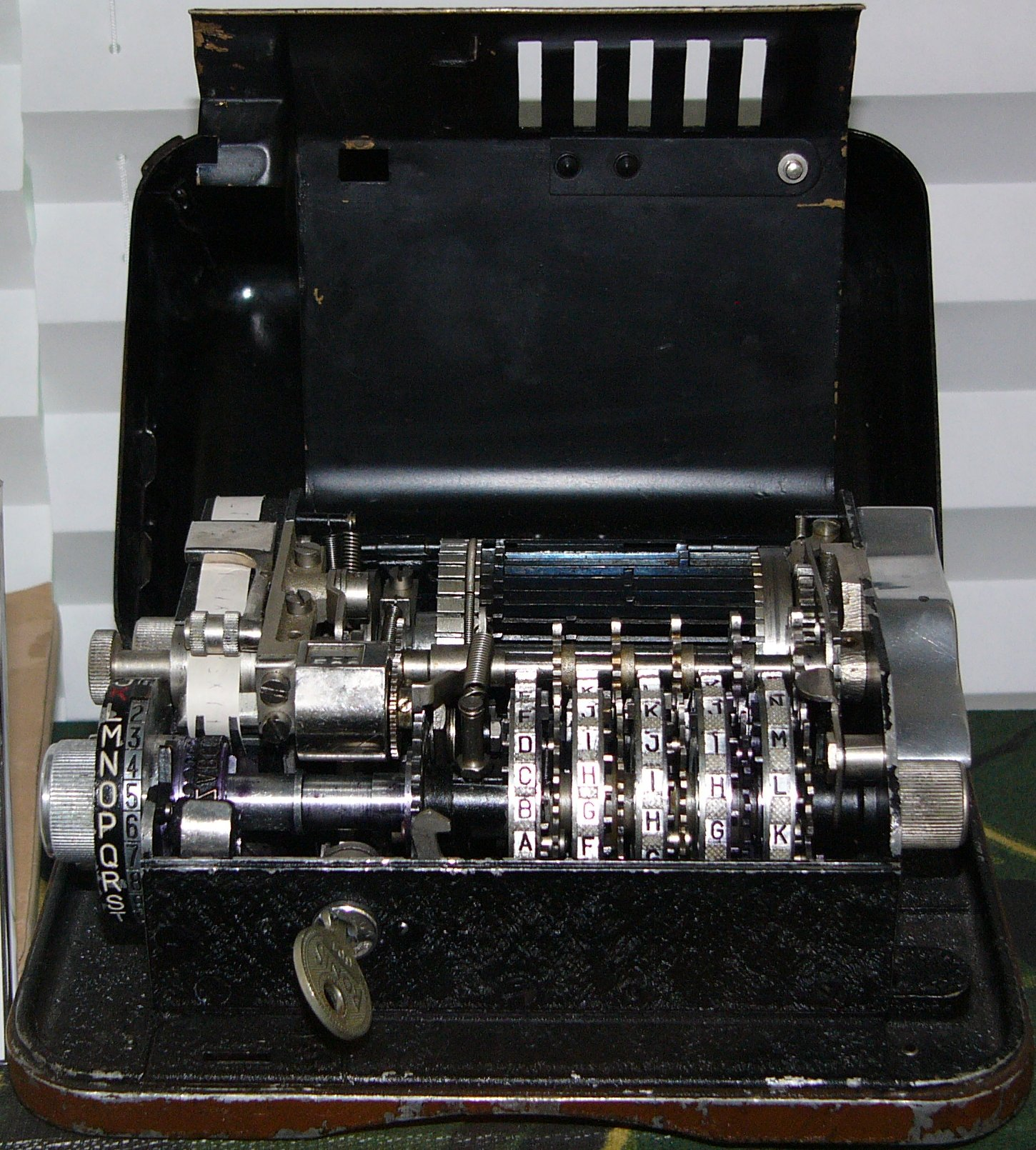
Krypteringsmaskin C-36

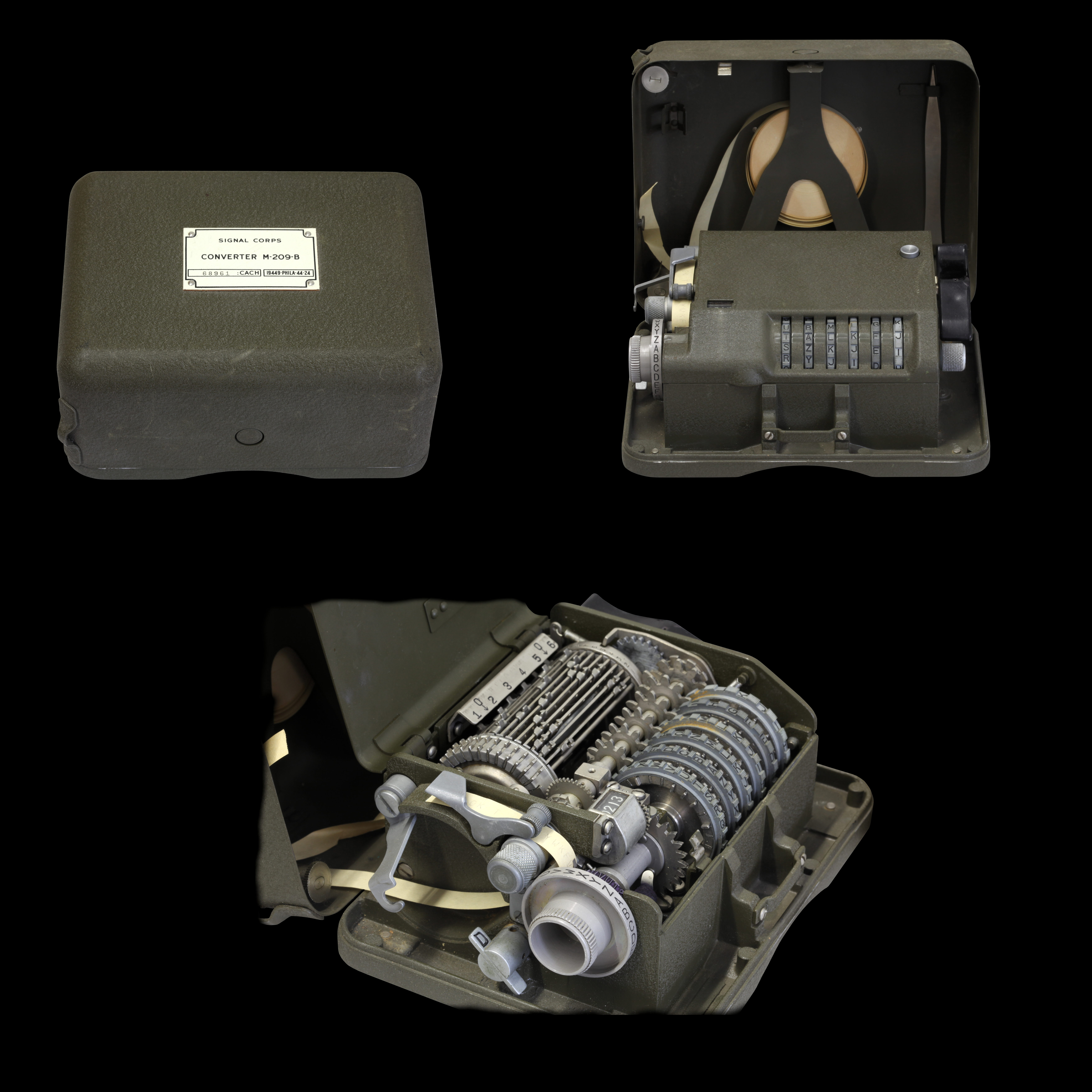
Krypteringsmaskin M-209

AB Cryptoteknik var ett svenskt verkstadsföretag.

## Historik
AB Cryptoteknik grundades 1918 av Arvid Damm i Stockholm under namnet AB Cryptograph. Karl Wilhelm Hagelin och hans son Boris Hagelin vilka hade kapital efter att ha varit verksamma vid Emanuel Nobels oljeutvinning i Baku investerade i det då konkursmässiga företaget 1922 för att 1925 ta över ledningen av det, efter det att Damm flyttat till Paris, och senare dog 1927. Företaget producerade krypteringsmaskiner, som var baserade på Damms idéer, framför allt modellen C-36. Efter delägaren Emanuel Nobels död 1932 upplöstes firman och verksamheten överfördes till det av Boris Hagelin ägda företaget Ingenjörsfirman Teknik. Företaget bytte namn 1939 till AB Ingenjörsfirman Cryptoteknik och senare till AB Cryptoteknik. Efter andra världskriget startade företaget också produktion av bland annat en pennvässare.
Boris Hagelin flyttade 1948 till Schweiz och överförde 1952 hela verksamheten i det svenska företaget till ett nybildat schweiziskt företag. 
Under andra världskriget var företaget inriktat framför allt mot USA. Där licenstillverkades omkring 140 000 enheter baserade på modell C-36 under namnet C-38/M-209

## Nuvarande Crypto AG
Crypto AG grundades i Bern i Schweiz av Boris Hagelin 1952 för verksamhet parallellt med det Sverigebaserade AB Cryptoteknik, och blev baserat i Zug. Efter hand upptogs mer och mer av tillverkningen i Schweiz, och 1958 avvecklades det svenska företaget.
I samband med nedläggningen av Crypto AG 2018 köptes firmanamnet och vissa andra tillgångar av svenska intressenter.

## Krypteringsmaskiner med bakdörrar
Crypto AG har anklagats för att ha manipulerat sina maskiner i samarbete med säkerhetsorganisationer som tyska Bundesnachrichtendienst (BND) och amerikanska National Security Agency (NSA), vilket gett sådana organisationer möjlighet att tyda information som krypterats av maskinerna. Sverige uppges ha tillhört det lilla fåtal om fyra till sex länder som fått del av information avtappad via bakdörr.
Efter mordet på Irans premiärminister Shapur Bakhtiar 1991 framfördes misstankar om manipulerade Crypto-maskiner, efter det att ett kodat meddelande från den iranska säkerhetstjänsten till iranska ambassader syntes ha dechiffrerats av västländer. Detta ledde till att en säljare från Crypto AG arresterades i Teheran i mars 1992 och förhördes under nio månader. Bland annat Der Spiegel tog upp ärendet 1994, intervjuade tidigare anställda och kom till slutsatsen att Crypto-maskiner försetts med bakdörrar.